# Adenia metamorpha
Adenia metamorpha là một loài thực vật có hoa trong họ Lạc tiên. Loài này được Hearn mô tả khoa học đầu tiên năm 2007.